# 稲本正
稲本 正（いなもと ただし、1945年2月5日 - ）は、富山県出身の工芸家、作家、理学研究者、教育者、実業家。オークヴィレッジ創業者・初代会長、トヨタ白川郷自然學校創設者・初代校長、東京農業大学客員教授、岐阜県教育委員。循環型社会の創出のために活動し、森林資源の重要性や有効利用に関する多くの著書がある。

## 略歴・人物
1945年2月5日、富山県に生まれる。
1969年、立教大学理学部物理学科卒業。大学では武谷三男に教えを受けた後、田島英三研究室に所属した。卒業後は、同学科に研究助手として勤務する。
1972年、立教大学の教職員や卒業生を中心とした10数名で長野県大町市から山奥に入った若栗峠に200坪の土地を借りて、自分たちで山小屋を建てるプロジェクト「山小屋の会」が開始され、参加する。この時、稲本のほかに、立教大学の学生だった佃正寿、庄司修、下田恒平、稲本の弟である稲本裕という後に会社の創業から共に歩むこととなるオリジナル・ファイブの面々も加わった。生活拠点である東京から現地に通い、2年がかりで山小屋は完成するが、この作業を通じて、稲本らは、森林業、建築、大工仕事を学び、木工の関する知識を得ていった。同時に、森林業とともに田畑で農業を行い、水やエネルギーも創り出す持続可能な自給自足の村を作る構想が生まれた。メンバーたちは、この構想に共感するが、若栗峠一体の植生は木工に向いていないことが分かり、新たな場所を探す必要が生じた。加えて、大学職員という安定した職を捨てて、実際に家族で移住するとなると、メンバーの多くが躊躇し、一年近くの議論の結果、リーダー格をはじめ多くのメンバーが離脱した。その中で、稲本を含む前述のオリジナル・ファイルの5人が残って行動を共にすることとなった。
稲本らは、岐阜県高山市を新たな拠点に選び、受注生産の家具工房から始めることを決め、木工を基礎から学ぶために、1年制の飛騨高等技能専門学校に入学した。職人出身の教員である秋松哲に技術を基礎から徹底的に叩きこまれ、飛騨の匠の技を継承していけるまでに技量が上がることとなった。
こうして、1974年3月に大学を退職。1974年4月に、木工業を起業し、1975年、高山市にオークヴィレッジを設立する。創設して間もなく、「100年かかって育った木は100年使えるものに」という持続可能な循環型社会を目指すモットーを掲げるとともに、木の有効利用を促進するために「お椀から建物まで」という生活全般で木材の利用を進めるスローガンを掲げて活動を始める。
1981年には持続可能な循環型の社会創出の為には、森林破壊が進む現代においては植林・育林が不可欠との考えから、広葉樹の植林活動を行う「どんぐりの会」を創設し「こども一人、ドングリ一粒」を合言葉とする活動を開始した。
1987年、環境総合プロデュース会社であるオークハーツを設立。
1994年、『森の形 森の仕事』で毎日出版文化賞奨励賞を受賞。
1997年から開始した『森の惑星』（世界文化社）の取材中に、キューガーデン園長のドクタープランスと知り合い、植物の生命力の源であるエッセンシャルオイルについて教わり、精油とアロマに関心を持つこととなった。
2005年には、豊田章一郎より任命され、トヨタ白川郷自然學校を設立し初代校長を務めた。
2009年から2013年には、農商工連携に取り組み、地域の森林資源の活用法として日本産アロマの効果測定を行い、日本産アロマに関する研究開発を推進した。
その他、東京農業大学客員教授や岐阜県教育委員を務める。
菅原文太や永六輔とも親交が深く、特に菅原文太はオークヴィレッジの脇に自宅を建てている。

## 著作
| 書名                                                                            | 出版社                   | 出版年 |
| ------------------------------------------------------------------------------- | ------------------------ | ------ |
| 『緑の生活』                                                                    | 角川文庫                 | 1982年 |
| 『オーク・ヴィレッジだより―緑の工芸村から』                                     | 講談社                   | 1984年 |
| 『木は生きている―森林の研究』                                                   | あかね書房               | 1985年 |
| 『森からの発想―サイエンスとアートをむすぶもの』                                 | ティビーエス・ブリタニカ | 1988年 |
| 『森の旅 森の人―北海道から沖縄まで日本の森林を旅する』                          | 世界文化社               | 1990年 |
| 『森に育てられて―飛騨・高山から樹木エッセイ』                                   | 徳間書店                 | 1992年 |
| 『森の形 森の仕事―お椀から建物まで 第三次木の文明へのプロローグ』               | 世界文化社               | 1994年 |
| 『森の博物館』                                                                  | 小学館                   | 1994年 |
| 『森と心―人はなぜ木によって癒されるか』                                         | 角川書店                 | 1995年 |
| 『森の精霊 シルヴァンの秘密』                                                   | オークハーツ             | 1996年 |
| 『木の声』                                                                      | 小学館                   | 1997年 |
| 『森の自然学校』                                                                | 岩波書店                 | 1997年 |
| 『ソローと漱石の森―環境文学のまなざし』                                         | 日本放送出版協会         | 1999年 |
| 『循環シンフォニー―「森からの発想」その後』                                     | 阪急コミュニケーションズ | 2000年 |
| 『森の惑星』                                                                    | 世界文化社               | 2001年 |
| 『えりもの春―木を植えた漁師たち50年の闘い』                                     | 小学館                   | 2003年 |
| 『森と生きる 共生進化で持続可能な木の文明』                                     | 角川書店                 | 2005年 |
| 『ロハス・シティの夜明け』                                                      | マガジンハウス           | 2006年 |
| 『心に木を育てよう 「緑の環境立国」宣言』                                       | PHP研究所                | 2007年 |
| 『匠の技にまなぶ木の工作の時間 初級編〈1〉マイ箸・マイスプーンから 』           | TAC出版                  | 2008年 |
| 『匠の技にまなぶ木の工作の時間 初級編〈2〉クワガタからスツールまで 』           | TAC出版                  | 2008年 |
| 『匠の技にまなぶ木の工作の時間 初級編〈3〉アクセサリーからペザントチェアまで 』 | TAC出版                  | 2009年 |
| 『日本の森から生まれたアロマ』                                                  | 世界文化社               | 2010年 |
| 『認知症・不眠症へのアプローチ 日本の森のアロマ 黒文字』                        | インプレス               | 2014年 |
| 『脳と森から学ぶ日本の未来』                                                    | WAVE出版                 | 2020年 |